# 페터 빈스펠트
페터 빈스펠트(독일어: Peter Binsfeld, 약 1540 – 1598 또는 1603)는 독일인 주교이자 신학자였다.
농부이자 장인의 아들인 페터는 현대의 라인랜드-팔라티네이트에 위치한 시골 아이펠 지역의 빈스펠트 마을에서 태어났다; 그는 가래톳페스트의 재앙으로 트리어에서 죽었다. 빈스펠트는 주로 아이펠 지역의 가톨릭 환경에서 자랐다.

## 교육과 경력
페터 빈스펠트는 지역 수도원장으로부터 매우 재능 있는 소년으로 간주되여 연구를 위해 로마로 파견되었다.
연구 후, 빈스펠트는 고향으로 돌아와 16세기 후반의 개신교 가톨릭 활동에서 중요한 인물이 되었다. 그는 트리어의 보좌 주교로 선출되었으며 신학자로 잘 알려진 작가가 되어 당시 가장 저명한 마녀사냥꾼 중 하나로 명성을 얻었다. 빈스펠트는 1581-93년 사이에 주교 요한 폰 쇠넨베르크의 지배하에 이 지역을 황폐화한 트리어 마녀 재판의 주요 동인 중 하나였다. 빈스펠트는 여러 언어로 번역된 영향력 있는 논문 De confessionibus maleficorum et sagarum ('흑마법사와 마녀의 자백')을 썼다 (트리어, 1589). 이 작품은 마녀의 자백에 대해 논의했으며 그러한 자백이 고문에 의해 만들어졌다 해도 여전히 믿어야 한다고 주장했다. 그는 또한 비난을 독려했다.
그는 12살 이하의 소녀와 12살 이하의 소년은 위치크래프트 연습이 유죄로 여겨질 수 없고, 일부 어린이들의 소란 때문에 법이 완전히 엄격해서는 안된다고 생각했다. 이 관점은 일부 재판소가 2세에서 5세 사이의 어린이들을 화형 시켰다고 비난 받은 점을 고려하여, 보통으로 간주될 수 있다.
당시의 다른 저자들과는 달리, 빈스펠트는 변신 능력과 악마 자국의 타당성을 의심했다.
1589년에 빈스펠트는 칠죄종과 관련된 악마를 포함하여 많은 악마와 그와 관련된 죄의 목록을 출판했다: 루키페르 (자존심), 맘몬 (탐욕), 아스모데우스 (욕망), 레비아탄 (망명), 베엘제붑 (열성), 사탄 (진노), 벨페고르 (나태).

## 같이 보기
- 빈스펠트의 악마 분류